# Anastatus platycleidis
Anastatus platycleidis är en stekelart som först beskrevs av Sarra 1934.  Anastatus platycleidis ingår i släktet Anastatus och familjen hoppglanssteklar. Inga underarter finns listade i Catalogue of Life.